# Garlic Boys
Garlic Boys - музыкальный коллектив из Японии, образованный в 1985 году и исполняющий свою музыку в направлениях панк-рок/хардкор. Одна из самых удачных альтернативных групп Японии на протяжении 15 лет.
По словам гитариста группы Ларри музыка Garlic Boys представляет собой смесь хардкора, панка, альтернативы и трэша с элементами регги и поп-музыки, а лирика группы является весёлой и тупой.

## История
Музыкальный коллектив Garlic Boys был образован в 1985 году вокалистом Пита, который хотел до этого петь в одной из местных групп, однако потом решил создать свою собственную группу. К нему присоединились его брат гитарист Ларри, бас-гитарист Кайо, а также их школьный друг ударник Кобайян. В середине девяностых годов группа заключила контракт с американским лейблом Howling Bull America Records, с начальником которого участники группы были знакомы благодаря совместному турне по США и Японии Garlic Boys и All You Can Eat (в которой играл Девон - начальник лейбла). После подписания группы на лейбл на нём вышли альбомы Poem и Love. Именно благодаря этим альбомам Garlic Boys стали широко известны не только у себя на родине, но и по всему миру.

## Состав
- Ларри - гитара
- Пита - вокал
- Кайо - бас
- Кобайян - ударные

## Дискография
- 1985 - Garlic Bomber (демо)
- 1986 - Garlicboys (демо)
- 1996 - Poem
- 1997 - Love